# イーエムエルプロジェクト
EML（イーエムエル）は、1974年（昭和49年）から日本の運輸省（当時）のプロジェクトが研究開発をおこなっていた、磁気浮上・リニアモータ推進の車輛である。またそのEMLプロジェクトは主に要素技術の研究を目的としていた。

## 概要
都市過密地帯における都市内および都市間の従来の鉄道には振動・騒音の問題が大きいとして、低振動・低騒音の新しい交通システムを研究すべく行われたプロジェクトであった。このため、プロジェクトは「低公害鉄道」の名称で進められ、1974年（昭和49年）初めから運輸省を中心に低公害鉄道開発委員会が結成され、システムの検討が開始された。
1974年度は日本船舶振興会（現・日本財団）の補助金を受け、基礎データを得るため実験装置を製作し、フィジビリティスタディが実施された。引き続いて1975年度は日本船舶振興会の補助金を受けて、以下に記載する実験を行った。この実験は、日本鉄道技術協会（JREA）を中心に、三菱電機・東京芝浦電気（現・東芝）・日立製作所が協力した。
浮上・案内は常電導磁気吸引電磁石、推進は車上一次のリニア誘導モータである。
1974年度
工場内で電磁石の浮上や基礎実験
1975年度
小型モデル車（EML-50）による浮上・走行実験
1976年度
軌道不整や重心位置を変更しての悪条件下での走行実験。年度後半には重心位置を高くし、400 kgのデッドウェイトを搭載しての不整軌道の走行実験。集電装置の騒音や離線の実験など

### 実験線
1976年には、神奈川県大和市つきみ野付近の、レール敷設前の東急田園都市線延長線建設予定地（つきみ野駅〜中央林間駅の区間の一部）に延長165.5 mの試験軌道を敷設し、EML-50という全長2.8 m・重量1.8 tの実験車両（小型モデル車）による走行実験を行い、要素技術のデータ取得や確認がおこなわれた。実験線の長さから最高速度は40 km/hであった。
東京芝浦電気（東芝）が走行軌条、実験車両、浮上マグネット、マグネット制御装置などを製作した。